# Brigitte Borchert
Brigitte Borchert (* 15. November 1910 in Hamburg; † 7. August 2011 in Hamburg-Blankenese), verehelichte Brigitte Busch, war eine deutsche Stummfilmdarstellerin.

## Leben
Brigitte Borchert verbrachte ihre Kindheit zeitweise in Kamerun, wo ihr Vater als Arzt tätig war. Als er kurz nach Ausbruch des Ersten Weltkriegs bei einem Einsatz unter ungeklärten Umständen starb, kehrte Borcherts Mutter mit ihren Kindern zurück nach Deutschland und zog nach Berlin. Borchert arbeitete als Verkäuferin in einem Berliner Schallplatten- und Grammophonladen, als sie dort von dem Theaterproduzenten Moritz Seeler für den Film entdeckt wurde.
Sie spielte die Hauptrolle der Plattenverkäuferin Brigitte in dem dokumentarischen Spielfilm Menschen am Sonntag (1929/1930), einem der letzten deutschen Stummfilme. Borchert gehörte zu den vier Hauptdarstellern des Films, der das Lebensgefühl junger Leute in der Spätphase der Weimarer Republik schildert. In dem Film verbrachte sie gemeinsam mit ihrem Freund und einem weiteren Paar einen Sonntag am See im Berlin Ende der späten 1920er Jahre. Das Drehbuch zum Film schrieb Billy Wilder; an der Regie waren unter anderem Robert Siodmak und Fred Zinnemann beteiligt. Der Film wurde ausschließlich an Sonntagen gedreht, da die Laiendarsteller während der Woche für die Dreharbeiten nicht zur Verfügung standen. Die Premiere des Films, der zu den Werken der Neuen Sachlichkeit zählt, erfolgte im Februar 1930.
1929–1930 wirkte sie als Darstellerin in einigen Kinowerbeclips mit. Diese sind im Sirius-Farbsystem entstanden und gehören zu den ältesten noch erhaltenen Farbfilmen der Welt. Jene Filme sind als Brigitte Borchert collection in der Stiftung Deutsche Kinemathek enthalten.
Ihre Mitwirkung in Menschen am Sonntag blieb Borcherts einzige Filmarbeit; sie schrieb damit trotzdem Filmgeschichte. Im Zuge der Wirtschaftskrise als Verkäuferin entlassen, arbeitete Borchert dann als Sekretärin. Sie verkehrte in Berliner Künstlerkreisen und war Gast im Romanischen Café, dem Treffpunkt der Berliner Avantgarde. Ab Anfang der 1930er Jahre war sie etwa sechs Jahre mit dem verheirateten Maler Willy Jaeckel liiert. Nach ihrer Trennung heiratete sie 1936 den Zeichner und Illustrator Wilhelm M. Busch. Sie hieß seither Brigitte Busch. Aus der Ehe gingen drei Kinder, darunter der spätere Illustrator Thomas Busch, hervor. 1943 in Berlin ausgebombt, flüchtete sie – ihr Mann war damals in sowjetischer Kriegsgefangenschaft – 1945 nach Hamburg, wo sie sich niederließ.
Im Jahr 2000 sprach sie in dem Dokumentarfilm Weekend am Wannsee über ihre Erinnerungen an die Dreharbeiten zu dem Spielfilm Menschen am Sonntag.
Brigitte Borchert starb am 7. August 2011 im Alter von 100 Jahren in Hamburg-Blankenese. Sie wurde auf dem Friedhof Blankenese in Hamburg-Sülldorf beigesetzt.

## Filmografie
- 1929/1930: Menschen am Sonntag
- 2000: Weekend am Wannsee (Dokumentarfilm)